# Onukia chiangi
Onukia chiangi är en insektsart som beskrevs av Huang 1992. Onukia chiangi ingår i släktet Onukia och familjen dvärgstritar. Inga underarter finns listade i Catalogue of Life.